# Oleg Jessajan

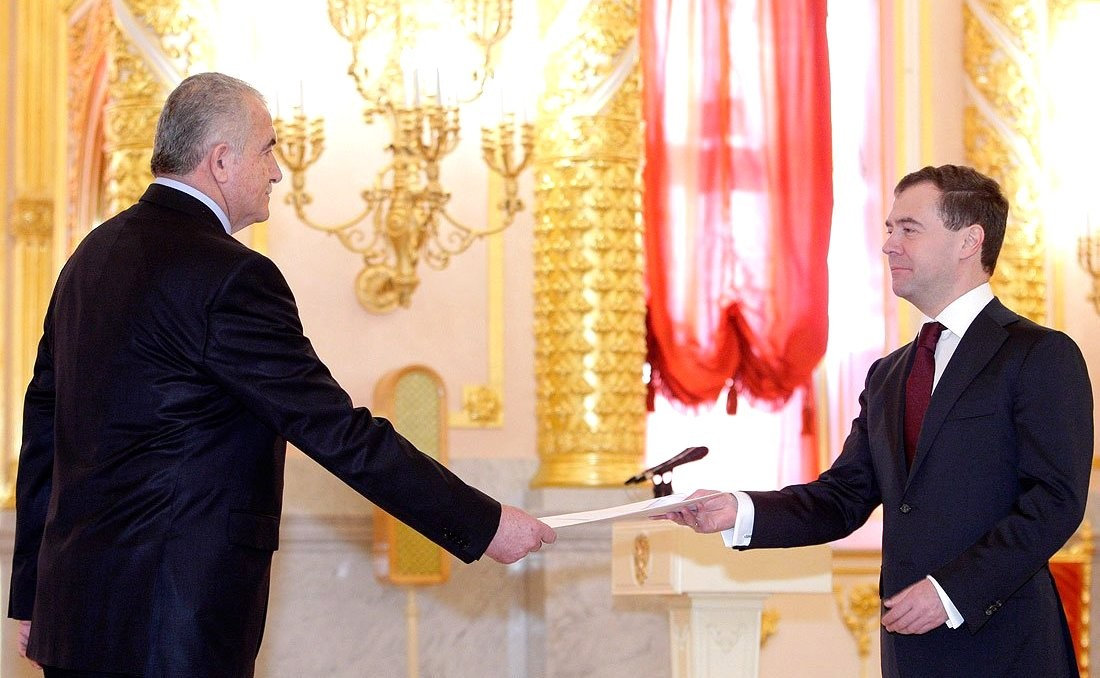
Jessajan beim Vorzeigen seines Beglaubigungsschreibens an Dmitri Medwedew im Februar 2010.

Oleg Jessajan (armenisch Օլեգ Եսայան; * 12. November 1946 in Martuni) ist ein armenischer Politiker sowie Diplomat und der derzeitige Botschafter Armeniens in Russland, nachdem er Dmitri Medwedew am 5. Februar 2010 sein Beglaubigungsschreiben vorgezeigt hat.
Er hat am 6. Januar 1992 zum ersten Mal in der Geschichte der neuen Republik Bergkarabach das Amt des Ministerpräsidenten innegehalten. Seine Amtszeit dauerte bis zum August des nächsten Jahres, als er durch Robert Kotscharjan abgelöst wurde. Vom 2. Dezember 1997 bis zum 1. Juli 2005 war er Parlamentspräsident der Nationalversammlung. Ab 2006 war er Botschafter Armeniens in Belarus.